# Alfonso di Valladolid
Alfonso di Valladolid (Burgos, 1270 – Valladolid, 1346) è stato un medico spagnolo.
Ebreo praticante, si convertì nel 1295 e da allora fu sacrestano della cattedrale di Valladolid. Fu esperto teologo e astrologo.